# Taibaishanus
Genre
Taibaishanus est un genre d'araignées aranéomorphes de la famille des Linyphiidae.

## Distribution
Les espèces de ce genre sont endémique de Chine.

## Liste des espèces
Selon World Spider Catalog (version 26, 19/02/2025) :
- Taibaishanus badongensis Irfan, Zhang & Peng, 2025
- Taibaishanus elegans Tanasevitch, 2006
- Taibaishanus nankangensis Irfan, Zhang & Peng, 2022

## Systématique et taxinomie
Ce genre a été décrit par Tanasevitch en 2006 dans les Linyphiidae.

## Publication originale
- Tanasevitch, 2006 : « On some Linyphiidae of China, mainly from Taibai Shan, Qinling Mountains, Shaanxi Province (Arachnida: Araneae). » Zootaxa, no 1325, p. 277-311.